# Inner Crater
Der Inner Crater (englisch für Innerer Krater) ist der 3794 m hohe Gipfelkrater des Vulkans Mount Erebus auf der antarktischen Ross-Insel. Er ragt aus dem Main Crater auf und beherbergt einen anorthoklas-phonolithischen Lavasee.
Das Advisory Committee on Antarctic Names gab dem Krater im Jahr 2000 seinen deskriptiven Namen.